# Rue de la Py
La rue de la Py est une voie du 20e arrondissement de Paris, en France.

## Situation et accès

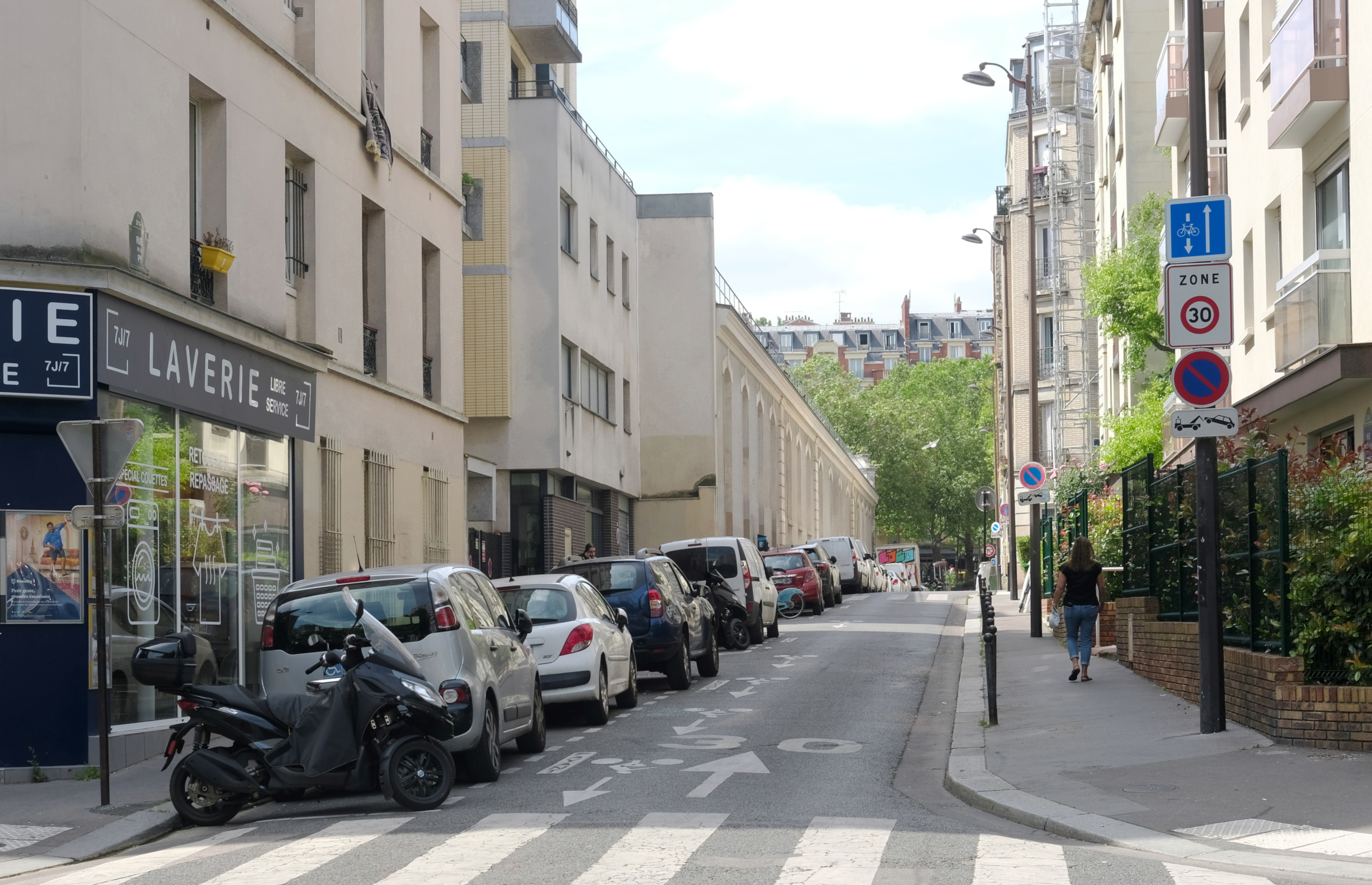
La rue de la Py vue depuis la rue de Bagnolet.

La rue de la Py est une voie publique située dans le 20e arrondissement de Paris. Elle débute au 169, rue de Bagnolet et se termine au 8, rue Le Bua.

## Origine du nom
Elle porte le nom d'un lieu-dit.

## Historique
Cette rue résulte de la fusion de deux sentiers avant 1812, indiqués sur le plan cadastral de 1812 et classés comme sentiers ruraux de la commune de Charonne par un arrêté du 3 juillet 1830. Ils sont classés dans la voirie parisienne par décret du 23 mai 1863 :
- « chemin de la Py » entre les rues de Bagnolet et du Capitaine-Ferber. Il prendra sa dénomination actuelle par un arrêté du 1er février 1877 ;
- « sentier des Falaises » entre les rues du Capitaine-Ferber et Le Bua, réuni à la partie précédente par un arrêté du 5 avril 1933 sous la même  dénomination.

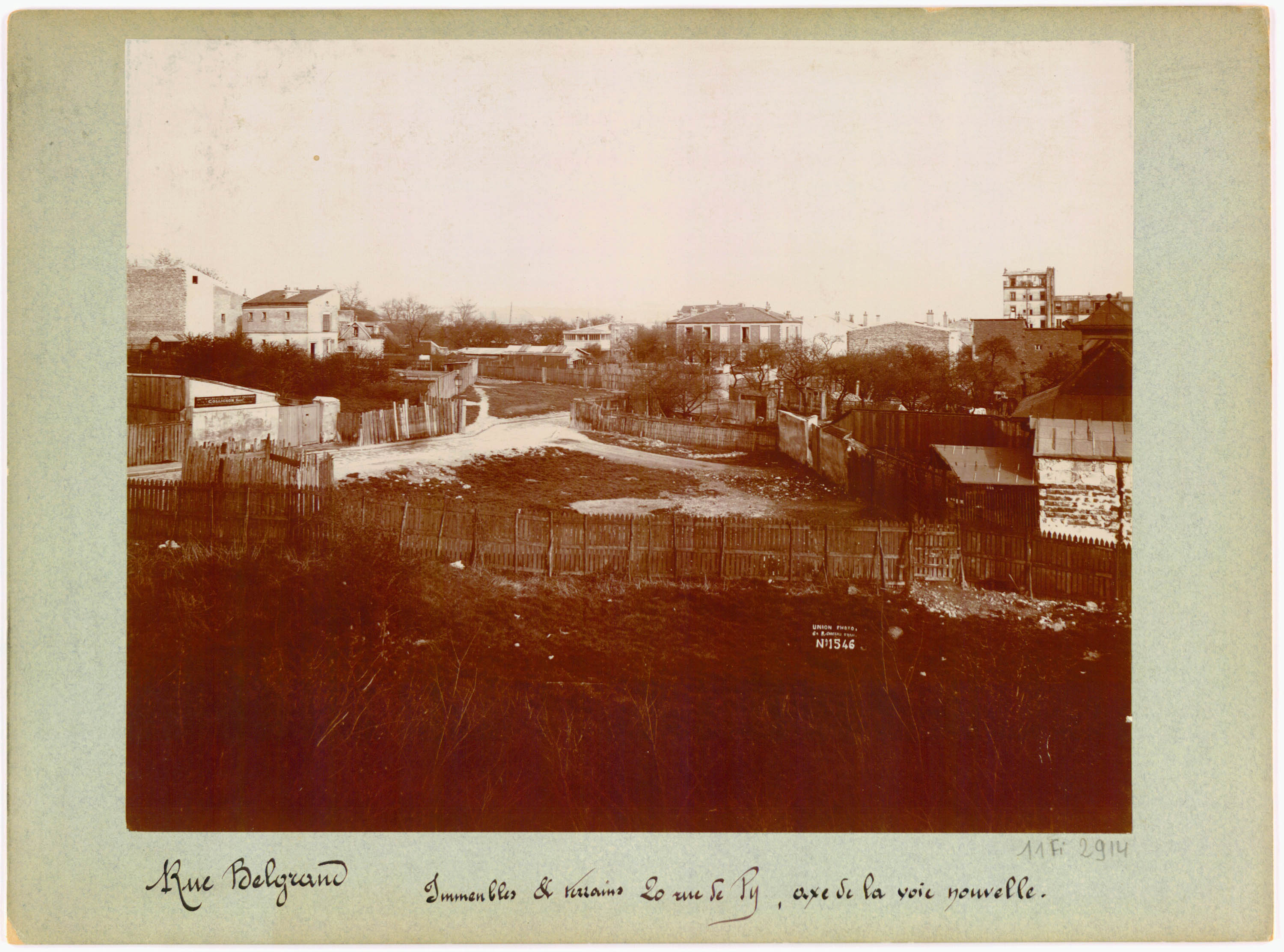
Le 20 rue de la Py vers 1870 (photographie de Charles Marville).
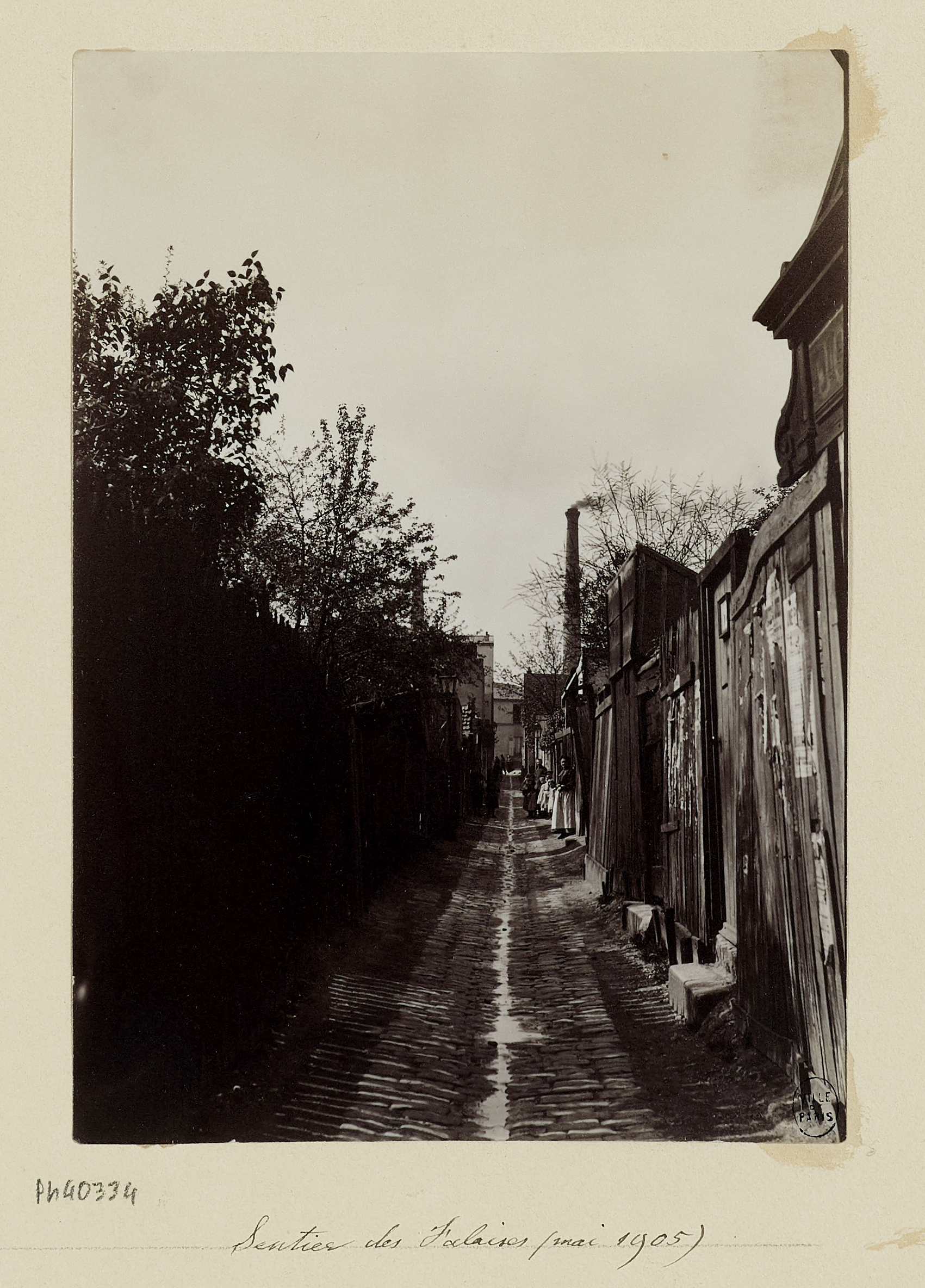
Sentier des Falaises, actuelle rue de la Py en 1905.